# Mario Party 5
Mario Party 5 – japońska konsolowa gra wyprodukowana przez Hudson Soft. Gra została wydana przez Nintendo w 2003 roku na konsolę Nintendo GameCube.

## Fabuła
Tym razem Bowser zakrada się do Krainy Marzeń, której strzegą Star Spirits z gry Paper Mario. Chce zniszczyć wszelkie marzenia i zastąpić je własnymi. Mario i jego przyjaciele muszą powstrzymać Bowsera, zanim ten zamieni Krainę Marzeń w królestwo koszmarów.